# 南宁铁路运输中级法院
南宁铁路运输中级法院是中华人民共和国广西壮族自治区的铁路运输中级法院。

## 沿革
1954年10月15日，柳州铁路沿线专门法院成立。1955年3月，该院更名为柳州铁路运输法院。根据1957年9月中华人民共和国国务院《关于撤销铁路、水上运输法院的决定》，该院于1957年底撤销。
1980 年7月25日，根据铁道部、司法部（80）铁人字1174号、（80）司交专字144号文件规定，设立柳州铁路运输中级法院。1981年11月30日，柳州铁路运输中级法院依照铁路运输高级法院（1981）72号文件通知正式成立。1982年5月1日，柳州铁路运输中级法院正式受理案件。内设机构：刑事审判庭、经济审判庭、办公室、司法人事科、研究室。
2007年11月，经广西壮族自治区高级人民法院报请中华人民共和国最高人民法院批准，柳州铁路运输中级法院更名为南宁铁路运输中级法院。
原柳州铁路运输中级法院办公地点为柳州市柳南区城站路183号。2007年11月16日，柳州铁路局更名为南宁铁路局并迁往南宁。同日，柳州铁路运输中级法院更名为南宁铁路运输中级法院。该院是应随南宁铁路局搬迁的单位，但因为在南宁没有办公地点，所以该院仍在柳州的原址异地办公。2009年7月8日，中央下发了中央编办发〔2009〕15号《关于铁路公检法管理体制改革和核定政法专项编制的通知》，明确了南宁铁路运输中级法院所在地位于南宁市。后来，南宁铁路局在南宁市明秀西路57号（原宁铁物流总公司所在地）为南宁铁路运输中级法院提供了在南宁市的临时办公用房。2011年12月6日，南宁铁路运输中级法院南宁临时办公点在明秀西路57号正式挂牌办公。2015年12月22日，座落于南宁市青秀区吉祥路19号的新审判综合大楼正式启用。

## 机构设置

### 审判机构
- 立案庭
- 刑事审判庭
- 民事审判第一庭
- 民事审判第二庭
- 审判监督庭（赔偿委员会办公室）
- 执行局[6]

### 其他机构
- 办公室
- 政治部（纪检组、监察室、机关党总支）
- 研究室（审判委员会办公室）
- 司法警察支队
- 法医技术室[6]

## 历任院长
⋯⋯
- 周和平（？－）

## 对应铁路运输基层法院
- 南宁铁路运输法院
- 柳州铁路运输法院